# Gattyana cirrhosa
Gattyana cirrhosa (лат.) — вид морских многощетинковых червей семейства Polynoidae из отряда Phyllodocida.

## Описание
Встречаются на глубинах от литоральных илистых грунтов до 1000 м в водах Северного Ледовитого океана, северной части Тихого океана и северной Атлантики, включая проливы Скагеррак и Каттегат и Северное море. Длина тела до 50 мм, включает до 38 сегментов. На простомиуме три пары антенн (Polynoinae) и глаза на омматофорах. Перистомальные усики с циррофорами. Простомиум разделён медиальным желобком на две части. Параподии двуветвистые. Все щетинки (сеты) простые
.
Часто обнаруживается в пустых трубках других полихет например, Amphitrite, Chaetopterus, Thelepus или вместе с мшанками Melobesia и Amphihelia. Один их самых обычных для северных морей вид полихет семейства Polynoidae.